# Imero
Nella mitologia greca, Imero (in greco antico: Ἵμερος?), era la personificazione dell'amore impetuoso e del desiderio amoroso incontrollato. Era figlio di Afrodite e Ares, e quindi fratello di Eros, Anteros, Deimos, Fobos e Armonia.
Era annoverato tra gli Eroti, divinità dell'amore che costituivano il seguito della dea Afrodite.